# 克里斯·富薩羅
克里斯·富薩羅（英語：Chris Fusaro；1989年7月21日—）是一位蘇格蘭橄欖球運動員。他是蘇格蘭國家橄欖球隊的一員，代表蘇格蘭參加了2014年橄欖球六國賽的比賽。